# Campo di concentramento di Topovske Šupe
Il campo di concentramento di Topovske Šupe (in tedesco: Konzentrationslager Kanonen-Schuppen; in latino serbo: Logor Topovske Šupe, in cirillico serbo: Логор Топовске Шупе) fu un campo di concentramento situato alla periferia di Belgrado, gestito dalla Germania nazista con l'aiuto del governo quisling di Milan Nedić durante la seconda guerra mondiale. Situato nel quartiere di Autokomanda, sul sito di una vecchia base militare, nel campo furono detenuti tra le 5.000 e le 6.500 persone, dall'istituzione nell'agosto 1941 fino alla chiusura a dicembre. Durante il periodo di attività del campo furono uccisi circa 4.300 detenuti, di cui 3.000 in qualità di ostaggi e 1.300 come sospetti antifascisti.

## Contesto storico

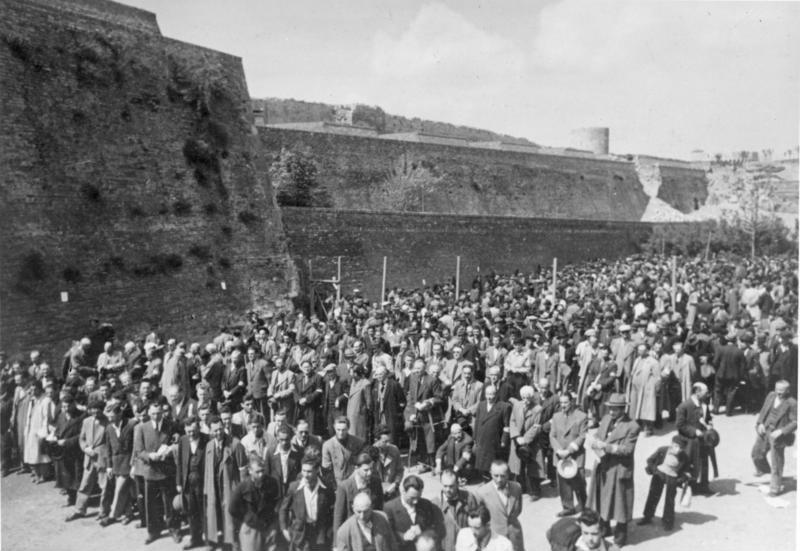
Ebrei radunati dai tedeschi dopo l'invasione della Jugoslavia.

Il 6 aprile 1941, le forze dell'Asse invasero il Regno di Jugoslavia. Scarsamente equipaggiato e scarsamente addestrato, l'esercito reale jugoslavo fu rapidamente sconfitto. Il paese fu quindi occupato e smembrato, con la Wehrmacht che istituì il Territorio del Comandante Militare in Serbia sotto l'egida di un governo di occupazione militare. Il territorio comprendeva la maggior parte della Serbia, con l'aggiunta della parte settentrionale del Kosovo (centrata su Kosovska Mitrovica), e il Banato. Fu l'unica regione della Jugoslavia divisa in cui gli occupanti tedeschi stabilirono un governo militare, scelta dettata dalla possibilità di sfruttare le principali vie di trasporto ferroviarie e fluviali che la attraversavano, ma soprattutto le sue preziose risorse, in particolare i metalli non ferrosi.
Il comandante militare in Serbia incaricò i governi fantoccio serbi di "svolgere le faccende amministrative sotto la direzione e la supervisione tedesca". Il 29 agosto 1941, i tedeschi nominarono il governo di salvezza nazionale sotto il generale Milan Nedić, in sostituzione dell'effimera amministrazione del commissario.
Il politico prebellico Nedić, noto per avere tendenze pro-Asse, fu scelto perché i tedeschi credevano che il suo feroce anticomunismo e la sua esperienza militare potessero essere usati per sedare una rivolta armata nella regione serba di Šumadija. Non potendo portare rinforzi, data la necessità di inviare le truppe sul fronte orientale, i tedeschi risposero alla rivolta dichiarando che cento serbi sarebbero stati giustiziati per ogni soldato tedesco ucciso e cinquanta per ogni soldato tedesco ferito.
Nell'ottobre 1941, questa politica provocò la morte di 25.000 serbi. I tedeschi presero di mira anche gli ebrei, che furono sottoposti ai lavori forzati, a tassazione punitiva oltre che a decreti restrittivi. Anche gli ebrei furono registrati presso le autorità tedesche e costretti a indossare i bracciali identificativi, contemporaneamente furono confiscate le proprietà ebraiche. Gli ebrei, e in misura minore i romaní, furono presi di mira per motivi razziali. Dopo l'inizio della rivolta anti-tedesca, la propaganda tedesca iniziò ad associare gli ebrei al comunismo e all'ideologia anti-tedesca, portando al fine ultimo delle esecuzioni e degli arresti di ebrei serbi.

## Attività
Il campo di Topovske Šupe (lett. Capannoni di cannoni) fu istituito il 20 agosto 1941 sul sito di un'ex base militare dell'esercito reale jugoslavo, meglio nota come Logor kraljevića Andreja (il "Campo del principe Andrea") dal nome del principe Andrea di Jugoslavia, fratello del re. Situato alla periferia di Belgrado, fu il primo campo di sterminio per uomini ebrei istituito dalle forze tedesche in Serbia e fu gestito in collaborazione con la Gestapo.
In origine, gli ebrei del Banato furono detenuti nel campo a causa delle accuse naziste secondo cui i gruppi ebraici furono tra i fomentatori della rivolta anti-tedesca. Furono espulsi dai Volksdeutsche dal Banato verso Belgrado dove si stabilirono nei centri ebraici, nelle case private e nelle sinagoghe. Successivamente, fu emesso un ordine secondo cui tutti gli espulsi dovettero essere internati nel Topovske Šupe. In un primo momento, i detenuti furono inviati ai lavori forzati. Quando la ribellione si diffuse in Serbia nel 1941, i nazisti organizzarono delle spedizioni punitive e iniziarono gli internamenti di massa, quindi il campo divenne una "serbatoio di ostaggi". Successivamente, il campo ospitò solo maschi ebrei di età pari o superiore a quattordici anni. I prigionieri furono tenuti in cattive condizioni e sorvegliati dai gendarmi del governo Nedić, la cui crudeltà verso i detenuti superava spesso quella dei tedeschi.
I prigionieri che tentarono di fuggire dal campo furono impiccati pubblicamente dai gendarmi come avvertimento per gli altri detenuti, il campo divenne un centro da cui i tedeschi poterono selezionare le vittime per la fucilazione di rappresaglia, tanto che ogni giorno, i tedeschi uccidevano tra 150 e 450 detenuti prevalentemente ebrei. Sebbene ufficialmente chiamato "Campo di transizione ebraico", il complesso fu utilizzato anche per raccogliere le persone di altre nazionalità. La popolazione rom fu per lo più portata dal quartiere di Marinkova Baraad est, ma anche in altre zone di Belgrado. Una parte di Topovske Šupe fu dichiarata campo profughi dove si trovavano i serbi rifugiati dello Stato Indipendente di Croazia.
Le esecuzioni avvenirono solitamente al poligono di Jajinci, nel villaggio di Jabuka o nelle Sabbie di Deliblato. Furono eseguite dopo che i detenuti furono ingannati nel pensare di essere stati portati in un campo in Austria dove avrebbero subito un trattamento migliore e sarebbero stati nutriti con cibo migliore. Nell'autunno del 1941, i camion trasportarono gli ebrei da Topovske Šupe alla località Čardak vicino a Delibato. Ai prigionieri fu detto che avrebbero partecipato ad alcuni lavori pubblici, ma in realtà scavarono le trincee per la propria sepoltura: furono allineati su tre file, donne e bambini nella prima e uomini nelle due successive. Le file sono state fucilate una ad una mentre quelle della fila successiva le stavano seppellendo, l'ultima fila è stata gettata in trincea dai soldati tedeschi. Più tardi, durante quel giorno, furono condotte ulteriori esecuzioni, inclusi gli ebrei di altre località. In totale, circa 500 persone furono uccise e gettate in sette fosse.
Nel giugno 1944, l'unità Sonderkommando 150 estrasse i corpi e li bruciò nel crematorio. Successivamente in quella località fu eretto un memoriale. Nel dicembre 1941, la maggior parte degli ebrei serbi di età superiore ai quattordici anni furono detenuti a Topovske Šupe. Quel mese, il campo fu chiuso. I detenuti sopravvissuti furono usati come lavoratori forzati durante l'adattamento del campo di concentramento di Sajmište, nel quale furono trasferiti in seguito. Ci vollero solo diversi mesi per annientare l'intera popolazione ebraica maschile di Belgrado, quindi la maggior parte delle donne e dei bambini furono internati a Sajmište.
Si stima che circa 5.000-6.000 persone siano state detenute a Topovske Šupe durante la sua attività, di cui 3.000 sono state uccise come ostaggi e 1.300 sono state uccise come sospetti antifascisti. Lo storico Milan Koljanin ha stimato che il campo ospitasse 6.000–6.500 detenuti (5.000 ebrei e 1.000–1.500 rom). Milovan Pisarri, del Center for Research and Education about Holocaust, scrive che non ci sono prove che le esecuzioni siano state condotte nel campo, ma cita il caso di due ebrei che furono impiccati pubblicamente tra le baracche dopo un tentativo di fuga fallito.

## Eredità
Dopo la guerra, il sito del campo è stato trascurato dalle autorità di Belgrado. Pisarri ritiene che il motivo dell'abbandono, nonostante la politica ufficiale molto meticolosa nell'ex Jugoslavia riguardo alla memoria delle vittime, fosse che le vittime in questo campo non erano né combattenti comunisti né antifascisti, mentre in seguito l'attenzione si è spostata sulle vittime serbe. Koljanin dice che, come società, "non siamo apparsi in buona luce" quando si tratta del campo di Sajmište, e che Topovske Šupe dovrebbe far parte di una rete commemorativa, centrata nel futuro complesso commemorativo di Sajmište.
I resti degli oggetti sono desolati e all'interno del complesso vicino alla via Tabanovačka sopravvivono oggi solo un muro e due baracche a un piano. La targa commemorativa, che commemora gli eventi di Topovske Šupe, fu posta solo nel 2005, quando Miroslav Mišković, un magnate e uno dei serbi più ricchi e proprietario di Delta Holding, ha acquistato il lotto e ha annunciato l'intenzione di costruire un enorme centro commerciale Delta Planet e due torri commerciali di 40 piani. La targa è stata rubata nell'estate del 2017, poi recuperata dalla polizia e consegnata alla comunità ebraica di Belgrado, ma a novembre 2017 non è stata ancora riposizionata. Solo la piccola parte centrale è disposta, a forma di roseto, mentre il complesso si estende in un insediamento informale. La targa commemorativa è stata dedicata nuovamente il 2 maggio 2019, nell'ambito dello Yom HaShoah: la targa in serbo, ebraico e inglese è stata svelata da Estera Bajer Albahari, nata nel campo di concentramento di Sajmište nel 1942.
L'annuncio di Delta Holding è stato accolto dall'opposizione di gruppi ebraici che hanno affermato che non era "[moralmente] giusto costruire un centro commerciale su un sito da cui le persone sono state portate a morte". Uno dei principali appaltatori dietro il progetto è un gruppo di architetti israeliani. A partire dal 2017, Delta Holding non ha ancora avviato alcun lavoro sul mega progetto, ma afferma che costruirà i previsti 200.000 mq, ma anche che conserveranno la memoria del campo. L'azienda ha affermato che per 10 anni hanno riflettuto su cosa fare e come adattare le rovine nel memoriale appropriato, in collaborazione con l'architetto del progetto, l'israeliano Ami Mur.
Prima di qualsiasi lavoro sul complesso, gli investitori dovrebbero ottenere i permessi dell'Istituto per la protezione dei monumenti culturali poiché Topovske Šupe è posto sotto "protezione". Il ministero serbo del lavoro, dell'occupazione, dei veterani e delle politiche sociali ha dichiarato che l'investitore deve preservare il complesso e che nulla può essere costruito nel raggio di 5 m attorno alle rovine attuali.
Il conflitto interno del 2018 nelle organizzazioni ebraiche in Serbia, sia a livello locale che statale, ha causato l'esclusione dal Congresso ebraico europeo, ma ha anche influenzato il futuro del complesso di Topovske Šupe. Due gruppi si sono accusati a vicenda, annullando le reciproche decisioni. Un gruppo ha affermato che gli altri volevano demolire completamente il complesso, lasciando solo una parte del muro all'interno del nuovo centro commerciale, e che la soluzione migliore è il trasferimento degli oggetti. L'altro gruppo ha sostenuto invece che il primo gruppo vuole effettivamente demolire tutto.
Le soluzioni proposte, dal 2016 al 2019, prevedevano: demolizione parziale del complesso; trasferimento e formazione del centro commemorativo in un altro luogo, a 500 m da quello vecchio; demolizione parziale con rivitalizzazione della restante parte; realizzazione del nuovo memoriale a forma di muro con fontana parallela al centro commerciale; incorporazione di questo muro nel centro commerciale (proposto da Mur, ma rifiutato dalle organizzazioni ebraiche). Delta Holding ha dichiarato che accetterà qualsiasi soluzione accettata dalle organizzazioni ebraiche, mentre analogamente l'Istituto per la tutela dei monumenti ha affermato che a maggio 2018 ha prorogato per altri 3 anni la tutela preliminare del complesso, chiedendo la piena tutela legale del complesso come monumento culturale.
Uno dei due fabbricati rimanenti, invece, è sul lotto acquistato da Delta Holding (l'altro è sul lotto di proprietà del comune) e, tecnicamente, potrebbe essere demolito dall'investitore dopo agosto 2019. Le organizzazioni rom, di cui è necessario il parere, ha dato il consenso alla demolizione per entrambi gli edifici.
Il 24 febbraio 2020 l'assemblea serba ha adottato la legge sul Memorial Center Staro Sajmište come istituto per conservare la memoria delle vittime dei campi di concentramento nazisti di Sajmište e di Topovske Šupe. Per la prima volta, una legge in Serbia ha riconosciuto il genocidio nello Stato Indipendente di Croazia, l'Olocausto e il Samudaripen, come genocidi della seconda guerra mondiale rispettivamente del popolo serbo, ebraico e rom. La legge entrerà poi in vigore il 1º gennaio 2021. Nel marzo 2021, la città e Delta Holding hanno annunciato che il progetto per l'ex campo e l'area circostante è stata modificata. Gli oggetti rimanenti saranno completamente rinnovati e verrà quindi formato il complesso del memoriale: invece di un mega centro commerciale adiacente, Delta Holding costruirà un quartiere per gli affari, con sezioni commerciali e residenziali dotato di molte aree verdi.

### Libri
- Jovan Byford, Bringing the Dark Past to Light: The Reception of the Holocaust in Postcommunist Europe, a cura di John-Paul Himka, Joanna Beata Michlic, Lincoln, Nebraska University Press, 2013, ISBN 978-0-8032-4647-8.
- Philip J. Cohen, Serbia's Secret War: Propaganda and the Deceit of History, College Station, Texas A&M University Press, 1996, ISBN 978-0-89096-760-7.
- Raphael Israeli, The Death Camps of Croatia: Visions and Revisions, 1941–1945, New Brunswick, Transaction Publishers, 2013, ISBN 978-1-4128-4975-3.
- Paul Mojzes, Balkan Genocides: Holocaust and Ethnic Cleansing in the 20th Century, Lanham, Rowman & Littlefield, 2011, ISBN 978-1-4422-0665-6.
- Stevan K. Pavlowitch, Serbia: The History of an Idea, New York, New York University Press, 2002, ISBN 978-0-8147-6708-5.
- (HBS) Nada Premerl, Židovi na tlu Jugoslavije, Zagabria, MTM, 1988.
- Frederick Bernard Singleton, A Short History of the Yugoslav Peoples, New York, Cambridge University Press, 1985, ISBN 978-0-521-27485-2.
- (DE) Holm Sundhaussen, Der Ort des Terrors: Geschichte der nationalsozialistischen Konzentrationslager, a cura di Wolfgang Benz, Barbara Distel, vol. 9, Monaco, C.H.Beck, 2009, ISBN 978-3-406-57238-8.
- Jozo Tomasevich, War and Revolution in Yugoslavia, 1941–1945: Occupation and Collaboration, Stanford, Stanford University Press, 2001, ISBN 978-0-8047-3615-2.
- Hana Weiner e Dāliyyā Ôfer, Dead-End Journey: The Tragic Story of the Kladovo-Šabac Group, Lanham, University Press of America, 1996, ISBN 978-0-7618-0199-3.

### Pubblicazioni
- (SR) Žarković Nenad, Прoлазни логор Топовске шупе (PDF), Belgrado, Nasleđe.
- Paul N. Hehn, Serbia, Croatia and Germany 1941–1945: Civil War and Revolution in the Balkans, in Canadian Slavonic Papers, vol. 13, n. 4, University of Alberta, 1971,  pp. 344-373, DOI:10.1080/00085006.1971.11091249, JSTOR 40866373.
- (SR) Ana Vuković, Sećanje na Topovske šupe nestalo, logor zaboravljen, in Politika, Belgrado, 19 novembre 2017.

### Articoli
- (SR) Ana Vuković, Меморијална плоча за Топовске шупе, in Politika, Belgrado, 3 maggio 2019.
- (SR) Vuković, Ana, "Topovske šupe" spasiti od zaborava, in Politika, Belgrado, 28 marzo 2018,  p. 08.
- (SR) Čalija, Jelena, Јевреји из Србије не учествују у раду Европског јеврејског конгреса, in Politika, Belgrado, 24 gennaio 2019,  p. 08.
- (SR) Čalija, Jelena, Sporenja u jevrejskoj zajednici oko logora Topovske šupe, in Politika, Belgrado, 25 gennaio 2019,  p. 07.
- (SR) Jelena Čalija e Daliborka Mučibabić, Neizvesna sudbina Topovskih šupa, in Politika, Belgrado, 30 gennaio 2019,  p. 14.
- (SR) Petrović, Jelena, Rabin o potpisu za izmeštanje Topovskih šupa: Medić bacio sramotu na sve nas, in N1, Belgrado, 28 gennaio 2019. URL consultato il 9 luglio 2022 (archiviato dall'url originale il 1º febbraio 2020).
- (SR) Živić, Miona, Medić: Ne dozvoljavamo rušenje Topovskih šupa, tražimo dostojan memorijal, in N1, Belgrado, 1º febbraio 2019. URL consultato il 9 luglio 2022 (archiviato dall'url originale il 15 febbraio 2020).
- (SR) Janković, Olga, Никада нећемо сазнати сва имена Јевреја ликвидарних у Пешчари, in Politika, Belgrado, 13 febbraio 2019.
- (SR) Čekerevac, Mirjana, Усвојен Закон о центру "Старо сајмиште", in Politika, Belgrado, 25 febbraio 2020.
- (SR) Čalija, Jelena, Nema lakih odgovora na teška pitanja Drugog svetskog rata, in Politika, Belgrado, 9 maggio 2020.
- (SR) Mučibabić, Daliborka, Топовске шупе биће обновљене, "Делта" мења планове за Аутокоманду, in Politika, Belgrado, 14 marzo 2021.

### Siti web
- Marie Dhumieres, Plan to transform former Belgrado concentration camp into shopping centre is condemned by Jewish groups, in The Independent, 29 agosto 2013.
- Zakon o Memorijalnom centru "Staro sajmište", su Propisi.net, 24 febbraio 2020.